# Altinay (nombre)
Altinay (Altınay) es un nombre propio túrquico utilizado en las culturas kazaja, kirguisa y turca. Predominantemente un nombre femenino, aunque ocasionalmente se utiliza para hombres. El nombre también se encuentra en Cuba. Además, Altinay también se utiliza como apellido en Turquía.

## Significado
El nombre significa "luna dorada."

## Nombre
- Princesa Altinaï de Montenegro (en inglés) (nacida en 1977)
- Altinay Asylmuratova (en inglés) (nacida en 1961), ex primera bailarina kazaja del Ballet Kirov y directora artística de la compañía de ballet de la Ópera de Astaná .
- Altinay Botoyarova (en inglés) (nacida en 2004), model kirguisa y ganadora del concurso de belleza, Miss Kirguistán 2021
- Altinay Nogerbek (en kazajo) (nacida en 1976), actriz de cine y teatro kazaja
- Altinay Omurbekova (en inglés) (nacida en 1973), vicepresidenta del parlamento de Kirguistán
- Altinay Sapargalieva (en inglés) (nacida en 1989), cantante kazaja que ocupó el tercer lugar en SuperStar KZ 3
- Altina Schinasi (1907-1999), escultora, cineasta, actriz, empresaria, , diseñadora de escaparates, diseñadora e inventora estadounidense. Inventora de las gafas tipo ojo de gato .
- Altinay Sernikli (en ruso) (nacida en 1942), especialista en bibliotecas y traductora turca
- Altinay Temirova (en kirguís) (nacida en 1960), poeta, dramaturga, guionista y traductora kirguisa
- Altinay Zhorabayeva (en kazajo) (nacida en 1978), conocida cantante pop kazaja

## Apellido
- Ahmet Refik Altınay (en inglés)  (1881-1937), historiador, escritor y poeta turco
- Ayşe Gül Altınay (en inglés) (nacida en 1971), antropóloga turca
- Koray Altınay (en inglés) (nacido en 1991), defensor de fútbol turco
- Metin Altinay (en turco) (nacido en 1962), exjugador de fútbol y entrenador turco